# 伦丁
伦丁是德国巴伐利亚州的一个市镇。总面积20.94平方公里，总人口2282人，其中男性1116人，女性1166人（2011年12月31日），人口密度109人/平方公里。